# Penisola di Shiretoko
La penisola di Shiretoko (知床半島?, Shiretoko-hantō) è localizzata sulla porzione più orientale dell'isola giapponese di Hokkaidō, protendendosi nel Mare di Ochotsk. È separata dall'Isola di Kunashiri della Russia dallo stretto di Nemuro. Il nome Shiretoko è derivato dalla parola ainu sir etok, che significa "la fine della Terra" o "il luogo dove la Terra si protende". Le città di Rausu e Shari si trovano sulla penisola.
La penisola di Shiretoko fu registrata come patrimonio dell'umanità dell'UNESCO nel 2005, in riconoscimento del fatto che la penisola è il punto più meridionale dove si forma di solito la banchisa nell'Emisfero boreale.

## Geografia
Da Capo Shiretoko alla punta della penisola, una serie di vulcani la attraversano, compresi il Monte Shiretoko, il Monte Unabetsu e il Monte Iō. Fa parte della zona vulcanica di Chishima. La vetta più alta è il Monte Rausu. La penisola è lunga 70 km e larga 25 km alla sua base. Copre circa 123 000 ettari.
La penisola è delimitata sul lato nordovest dal Mare di Ochotsk e sul lato sudest dzll'Oceano Pacifico. A est, l'Isola di Kunashiri corre parallela alla penisola. L'isola si può vedere dalla penisola di Kunashiri Shiretoko. Kunashiri è occupata dalla Russia dal 1º settembre 1945 e contesa dal Giappone.
La corrente fredda Oyashio scorre a sud lungo la penisola.
La zona vulcanica ha reso possibile la presenza di molti onsen, inclusi l'Onsen di Seseki e l'Onsen di Iwaobetsu.

### Lista di vette
- Monte Poromoi
- Monte Shiretoko
- Monte Dokkarimui
- Monte Rusha
- Monte Higashi
- Monte Chienbetsu
- Monte Minami
- Monte Iō
- Monte Okkabake
- Monte Sashirui
- Monte Rausu
- Monte Chinnishibetsu
- Monte Onnebetsu
- Monte Unabetsu
- Monte Shari
- Monte Samakke Nupuri
- Monte Shibetsu

## Clima
La corrente Oyashio e i monsoni hanno un profondo impatto sul tempo della penisola, che ha estati brevi e inverni lunghi. La corrente causa la nebbia sulla costa sudorientale e la banchisa in inverno. La neve copre le vette da settembre a giugno, tranne quelle molto alte, che conservano la neve per tutta l'estate.

## Flora e fauna

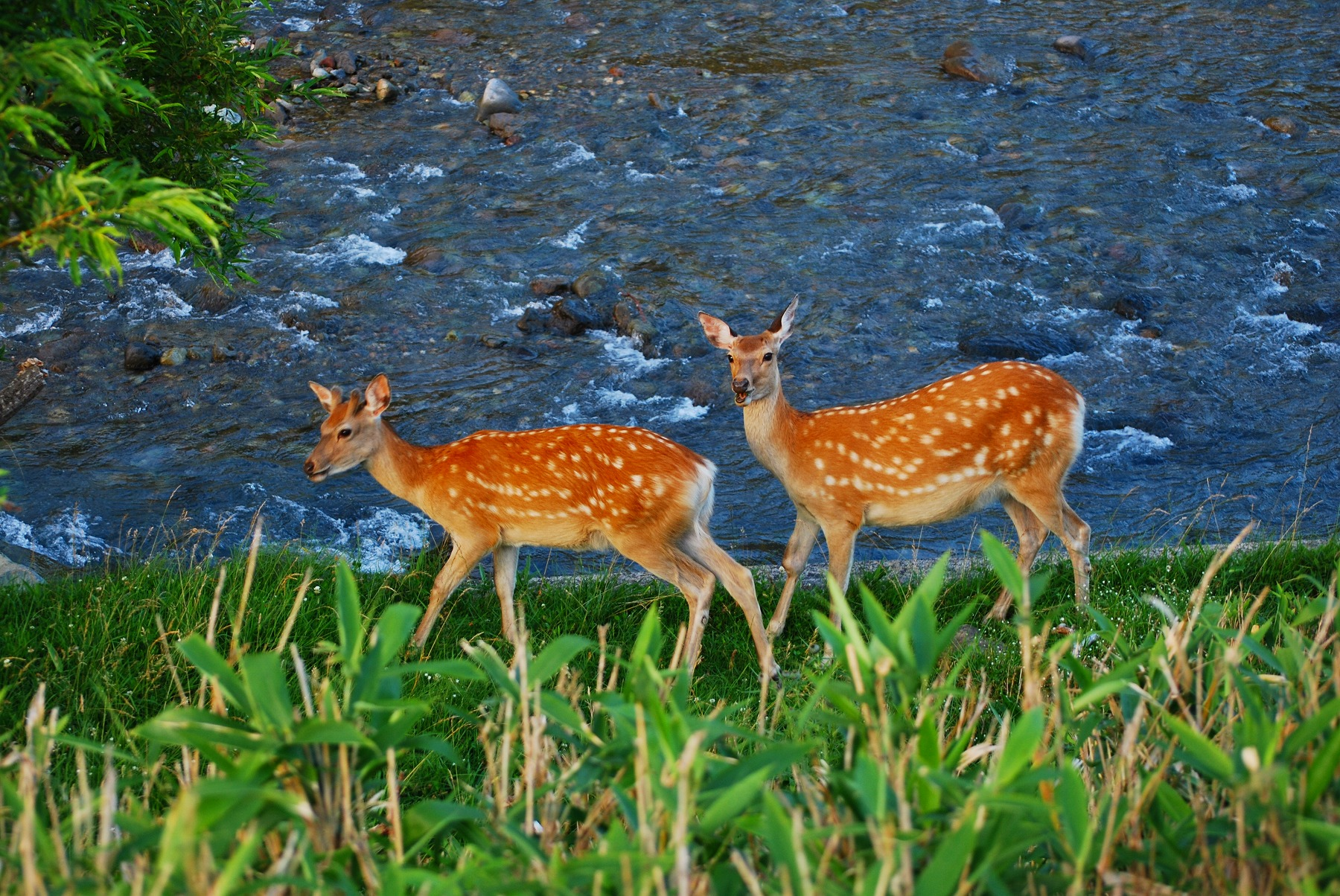
Cervi sika

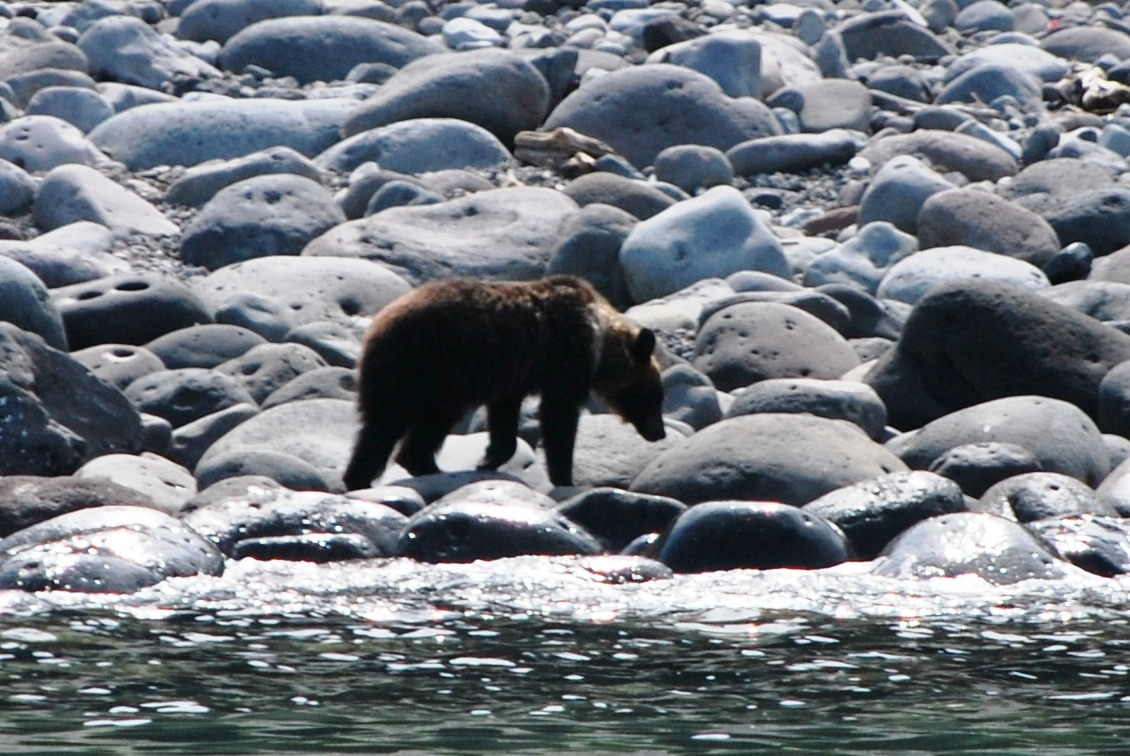
Orso bruno dell'Amur

La penisola Shiretoko ospita molte specie sia di conifere che di latifoglie, compresa la Quercus mongolica (mizunara) che produce ghiande. I pini nani siberiani crescono sopra i  m. Anche le volpi rosse e i cervi sika abitano l'area. C'è un grande numero di orsi bruni dell'Amur. Le distese superiori del Monte Rausu, del Monte Onnebetsu e del Monte Shari sono le uniche aree di pascolo conosciute dei luì boreali a Hokkaidō. Qui prosperano le aquile di mare, e si possono spesso vedere le foche sulla costa.
L'osservazione delle balene è una popolare attrazione per i turisti. Tredici o quattordici specie di cetacei sono state registrate nell'area. Specialmente per le orche, o balene assassine, le acque circostanti la penisola sono considerate come una delle più significative aree di habitat del Pacifico nordoccidentale. Ci fu un notevole spiaggiamento di massa di dodici animali nel febbraio 2005. Nove animali morirono.
La penisola di Shiretoko è uno dei pochi luoghi dove gruppi di capodogli e di berardi possono essere individuati dalla spiaggia. Altre specie viste frequentemente includono le balenottere minori, i lagenorinchi dai denti obliqui, i focenoidi e le focene. Pure una possibile nuova forma di berardio sta usando queste aree.
Le popolazioni in pericolo di estinzione di megattere e balenottere comuni nel Mare di Ochotsk hanno iniziato a riprendersi negli ultimi anni. Alcuni beluga, o balene bianche, che si pensa siano specie erratiche della popolazione a rischio di estinzione nel Mare settentrionale di Ochotsk, somo effettivamente presenti, specificamente un individuo subadulto che apparve continuamente presso la città di Shibetsu per parecchi anni negli anni 2000. Le balene franche nordpacifiche, quelle più a rischio di estinzione fra tutte le grandi balene, sono state osservate vicino alla spiaggia principalmente sul lato della penisola che si affaccia sul Mare di Ochotsk.
Dal 21 al 23 giugno 2015, ebbe luogo il primo avvistamento mai effettuato di una balena della Groenlandia nella zona economica esclusiva giapponese (la prima registrazione della specie nella nazione fu una cattura nella baia di Osaka il 23 giugno 1969). Parecchie registrazioni dei giorni della caccia alle balene mostrano che le balenottere azzurre sono state arpionate e portate a terra nel porto di Abashiri, benché questa specie normalmente non entri nei mari adiacenti e si ritenga ora quasi estinta nelle acque del Giappone. Date le acque profonde e fertili, alcune specie di balene dal becco preferiscono l'area, inclusi gli zifi, i mesoplodonti di Stejneger e altri. Gli zifi, i più grandi questo gruppo, si osservano più frequentemente vicini alla spiaggia. È noto che una forma o sottospecie non identificata di balena dal becco abita le acque al largo della penisola di Shiretoko e di Abashiri. Si pensa che i globicefali che abitavano una volta le acque intorno ad Hokkaido si siano estinti nel XII secolo, ma avvistamenti non confermati di globicefali di Gray sono stati riferiti nello stretto di Nemuro, benché quest'area sia fuori dal loro ambiente normale.

## Sforzi di conservazione
Per proteggere gli animali selvatici e la bellezza naturale primitiva della penisola di Shiretoko, nel 1964 una vasta porzione di essa fu trasformata nel Parco nazionale Shiretoko. Da allora, il parco è soggetto ad una rigida regolamentazione come riserva naturale, e l'entrata è proibita.